# Ruta de Illinois 25
La Ruta de Illinois 25, y abreviada IL 25 (en inglés: Illinois Route 25) es una carretera estatal estadounidense ubicada en el estado de Illinois. La carretera inicia en el sur desde la US 34     en Oswego hacia el norte en la IL 62     en Algonquin. La carretera tiene una longitud de 56,4 km (35.04 mi).

## Mantenimiento
Al igual que las autopistas interestatales, y las rutas federales y el resto de carreteras estatales, la Ruta de Illinois 25 es administrada y mantenida por el Departamento de Transporte de Illinois por sus siglas en inglés IDOT.